# Parosphromenus nagyi
Паросфромен Надя (Parosphromenus nagyi) — тропічний прісноводний вид риб з родини осфронемових (Osphronemidae), підродина макроподові (Macropodusinae).
Отримав назву на честь Петера Надя (нім. Peter Nagy) з австрійського Зальцбурга, який 1979 року вперше привіз цих риб до Європи.

## Опис
Максимальна загальна довжина становить 4 см. У спинному плавці 11-13 твердих і 5-7 м'яких, всього 16-19 променів; в анальному плавці 11-13 твердих і 8-11 м'яких променів, всього 20-23. Хвостовий плавець округлий, його центральні промені виступають приблизно на 1 мм, що є характерною ознакою виду. Спинний плавець загострений, але не досягає основи хвостового плавця. Також вид відрізняється від інших представників роду дуже короткою ниткою черевних плавців, коротшою за сам плавець.
Забарвлення самців і самиць у звичайному стані складається з характерних для роду дуже виразних поздовжніх смуг шоколадно-коричневого та блідо-жовтого кольорів, що чергуються. Непарні плавці біля основи мають антрацитовий колір, далі йде яскрава бірюзова смуга, за нею — темний край з яскравою бірюзовою облямівкою. Схоже забарвлення мають і черевні плавці: біля тіла вони чорні, далі бірюзові й розділені навпіл чіткою чорною смужкою. Розмита темна пляма присутня в задній частині спинного плавця. Ці ознаки менш виразні в самок.
Нічне забарвлення в самців і самиць жовтувато-біле, плавці чорні.
Шлюбне забарвлення самців паросфромена Надя нагадує лише P. ornaticauda та P. parvulus, цей зразок цілковито відрізняється від інших представників роду. Риби повністю втрачають свої смуги на тілі, верхня частина тіла стає темно-коричневою, іноді з відтінком міді, а черево чорним. При збудженні кольори самця посилюються. Самиця також втрачає свої смуги й стає димчасто-чорною з плавцями того ж кольору; світле нерестове забарвлення, характерне для самиць більшості видів роду, у паросфромена Надя відсутнє. Горизонтальна смужка, що проходить через око в самців та самиць змінюється на виразну вертикальну риску (так звані «сексуальні очі», притаманні для багатьох видів паросфроменів).
Завдяки характерному забарвленню, яке самці демонструють під час залицяння, їх не можна сплутати з іншими видами паросфроменів. Але й у звичайному вбранні самців легко можна відрізнити за морфологічними ознаками. Ризик сплутати з іншими видами в самиць вищий, оскільки морфологічні відмінності менш значні, але при пильному спостереженні їх все одно можна легко ідентифікувати.
Parosphromenus nagyi є вельми одноманітним на всій території свого поширення. Риби демонструють лише незначні відмінності в забарвленні залежно від місця походження. Світла смужка в самців з місцевості Куантан (малай. Kuantan) ширша й має білий колір, тоді як у північної форми з Чератингу (малай. Cherating) вона блакитна, так само як і на спинному та анальному плавцях в обох популяцій. Самці з Куантану також мають виразнішу темну цятку в задній частині спинного плавця й чіткіший виступ на хвостовому плавці.

## Поширення
Вид поширений на схилах гірського хребта, що спадають до східного узбережжя Західної Малайзії, від району Чукай (малай. Cukai) на півночі через Чератинг і Куантан до Пекану (малай. Pekan) на півдні. Це територія штату Тренгану та східні райони Пахангу. Ареал оцінюється у 872 км². Є також повідомлення про те, що паросфромен Надя зустрічається й далі на південь, аж до південного краю Малайського півострова, зокрема в окрузі Кота-Тінгі (малай. Kota Tinggi), штат Джохор.
Паросфромен Надя водиться в чорноводних струмках, що протікають серед боліт в низинних районах тропічного лісу. Живуть лише в проточних водоймах, але тримаються там у спокійних місцях серед клубочків коріння, в гущавині водних рослин або під нещільним шаром опалого листя, що лежить на дні. Густий навіс з гілок дерев пропускає дуже мало світла на поверхню водойм. Вода, як правило зафарбована в темний колір гуміновими кислотами та іншими хімічними речовинами, що виділяються в результаті розпаду органічних матеріалів. Показники води: pH 4,3-5,0; твердість від 5 dH; температура 20-26 °C.
2017 року P. nagyi був виявлений у великій кількості в районі Седілі (малай. Sedili) на південному сході штату Джохор, у водоймах, де раніше мешкав інший паросфромен — P. alfredi. Причини інвазії паросфромена Надя незрозумілі, можливо, цей процес пов'язаний з діяльністю людини.

## Спосіб життя
Паросфромени Надя люблять триматися великими групами, якщо їх потурбувати, вони відразу збираються в зграйку. Однак в деяких місцях вдається знайти лише окремі екземпляри цих риб.
Під час нересту самці будують у печерах невеличкі гнізда з піни, використовуючи для виробництва бульбашок атмосферне повітря. При цьому вони займають невеличкі території навколо гнізда й захищають їх від конкурентів. Суперники нахиляють голову приблизно на 30 градусів униз і повільно кружляють по колу близько 25 міліметрів у перетині; тоді б'ють один одного тілом. Навіть підлітки старанно практикують такі дії.
Самці залицяються до самок, нахиливши голову вниз на кут близько 45 градусів. Залишаючись у такому положенні, вони схожі на плавуче листя.
Цей вид є мікрохижаком, у природі живиться крихітними водними безхребетними.

## Утримання в акваріумі
Петер Надь вперше привіз цих риб (форма з Куантану) до Європи в 1979 році, згодом їх завозили ще кілька разів. Форму з Чаратингу вперше імпортував до Європи 2000 року німець Мартін Галман (нім. Martin Hallmann).
Це дуже привабливий вид, він є популярним серед фахівців з паросфроменів, але в продажу зустрічається рідко, причому це буває лише форма з Куантану. Майже всі акваріумні популяції походять з приватного імпорту.
Умови утримання паросфромена Надя в акваріумі не відрізняється від більшості інших видів паросфроменів.

## Відео
- Licorice gourami - Parosphromenus nagyi на YouTube by lanx86
- Parosphromenus Nagyi на YouTube by Geng Sauk Keyel
- Parosphromenus nagyi cherating pair на YouTube by The Parosphromenus Project